# (392) Wilhelmina
(392) Wilhelmina est un astéroïde de la ceinture principale découvert par Max Wolf le 4 novembre 1894.

## Compléments